# Hofzug des Schahs von Persien

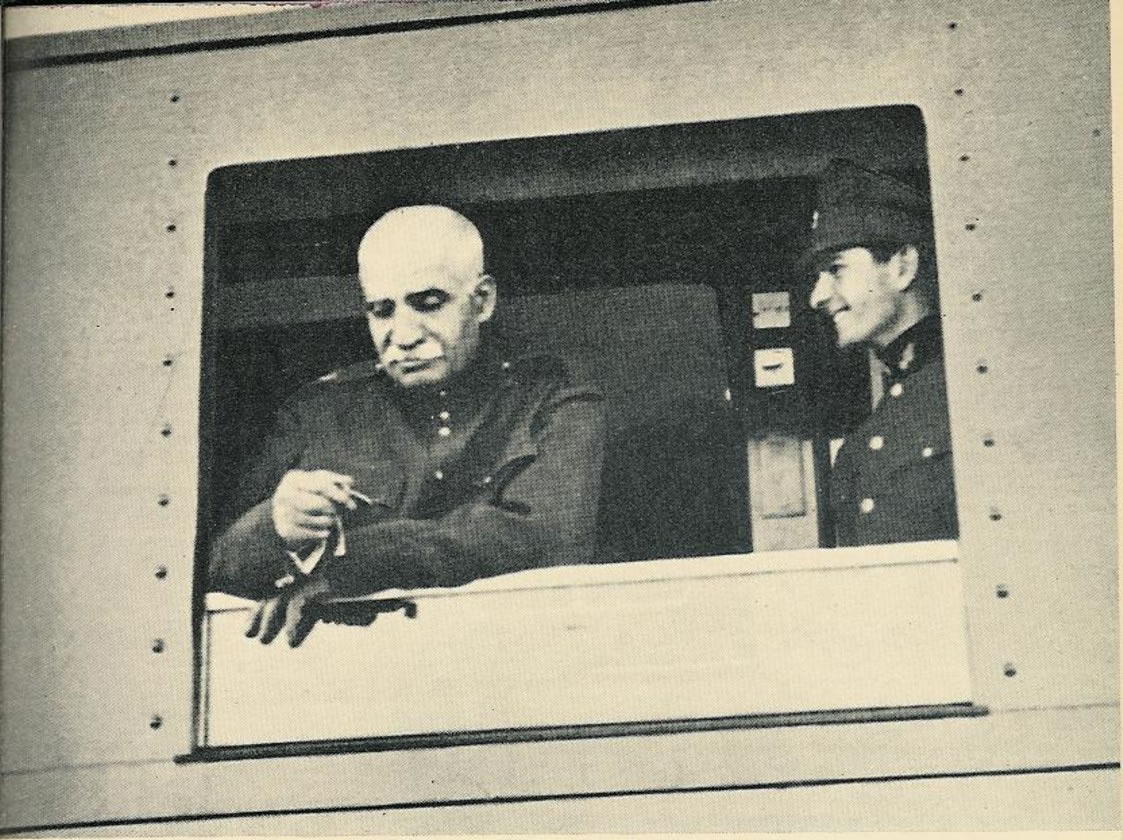
Reza Schah Pahlavi und der damalige Kronprinz und spätere Schah Mohammad Reza Pahlavi am Fenster eines Salonwagens des ersten Hofzuges

Als Hofzug des Schahs von Persien dienten nacheinander zwei Salonwagen-Garnituren.

## Vorgeschichte
Mit dem Bau der Transiranischen Eisenbahn entstand zum ersten Mal eine Fernbahn im Iran, die sich in iranischer Verwaltung befand und die Hauptstadt, Teheran, berührte. Schon vor der Lieferung des ersten Hofzugs sind Inspektionsfahrten von Reza Schah Pahlavi auf der noch im Bau befindlichen Bahnstrecke belegt. Welche Wagen dafür benutzt wurden, ist nicht bekannt.

## Hofzug des Reza Schah Pahlavi
Standesgemäß war aber ein Hofzug für den Schah von Persien erforderlich. Ein erster Hofzug aus letztendlich fünf Salonwagen wurde ab 1935 beschafft. Drei Salonwagen wurden bei der schwedischen Firma Kockums gebaut. Ergänzt wurden diese durch zwei weitere Wagen. Der Auftrag zum Bau dieser zwei Wagen ging an die Deutsche Wagenbauvereinigung, einen Zusammenschluss deutscher Waggonbauer. Ausgeführt wurden die Wagen 1937 von Linke-Hofmann-Busch: Dies waren ein Salonwagen mit zusätzlichem Mitteleinstieg sowie ein Gepäck- und Gefolgewagen.
Nach dem Thronwechsel 1941 und dem Ende des Zweiten Weltkriegs wurde der Zug für Schah Mohammad Reza Pahlavi modernisiert. Mindestens zwei der Fahrzeuge sind museal erhalten.

## Hofzug des Mohammad Reza Pahlavi
In der zweiten Hälfte der 1950er Jahre wurde ein neuer Hofzug aus vier Wagen für Mohammad Reza Pahlavi in Auftrag gegeben. Diesen Auftrag erhielt Wegmann & Co. in Kassel. Der Zug wurde 1957/1958 gebaut. Markantestes Fahrzeug dieser Garnitur war ein Kanzelwagen als Zugende. Dieser Zug ist insgesamt museal erhalten und in einer Halle in Teheran untergestellt.

### Fotos
- Wagen des ersten Hofzuges
- Innenansicht eines Salonwagens
- Kanzelwagen, Außenansicht
- Kanzelwagen, Außenansicht
- Kanzel des Kanzelwagens – Innenansicht
- Gepäck und/oder Autotransportwagen des Hofzuges
- Fabrikschild (Wegmann + Co – Kassel – Germany)